# Гипоксия
Гипокси́я, или кислоро́дная недоста́точность (от др.-греч. ὑπό — под, внизу + греч. οξογόνο — кислород; кислородное голодание) — пониженное содержание кислорода в организме или отдельных органах и тканях. Гипоксия возникает при недостатке кислорода во вдыхаемом организмом воздухе, крови (гипоксемия) или тканях (при нарушениях тканевого дыхания).
Если сила или длительность гипоксического воздействия превышают адаптационные возможности организма, органа или ткани — в них развиваются необратимые изменения. Наиболее чувствительны к кислородной недостаточности центральная нервная система, мышца сердца, ткани почек, печени.
Устойчивость к гипоксии может быть повышена. Для этого применяют фармакологические средства и немедикаментозные методы, улучшающие доставку кислорода и/или эффективность его использования (ишемическое прекондиционирование (гипоксическая тренировка)), гипербарическая оксигенация, вдыхание воздушных смесей, обогащённых кислородом).
Ключевой медиатор в процессах адаптации клеток к гипоксии — белки HIF (Hypoxia-Inducible Factors, факторы, индуцируемые гипоксией).

## Классификация
Баркрофт в 1925 году предложил классификацию, где разделил аноксические (гипоксические) состояния на 3 вида:
1. Аноксическая.
2. Анемическая.
3. Застойная.

По этиологии:
1. Гипоксическая (экзогенная) — при снижении парциального давления кислорода во вдыхаемом воздухе (низкое атмосферное давление, закрытые помещения, высокогорье).
2. Дыхательная (респираторная) — при нарушении транспорта кислорода из атмосферы в кровь (дыхательная недостаточность).
3. Гемическая (кровяная) — при снижении кислородной ёмкости крови (анемия; инактивация гемоглобина угарным газом или окислителями).
4. Циркуляторная — при недостаточности кровообращения (сердца либо сосудов), сопровождается повышением артериовенозной разницы по кислороду.
5. Тканевая (гистотоксическая) — при нарушении использования кислорода тканями (пример: цианиды блокируют цитохромоксидазу — фермент дыхательной цепи митохондрий).
6. Перегрузочная — вследствие чрезмерной функциональной нагрузки на орган или ткань (в мышцах при тяжёлой работе, в нервной ткани во время эпилептического приступа).
7. Смешанная — любая тяжелая/длительная гипоксия приобретает тканевой компонент (гипоксия → ацидоз → блокада гликолиза → отсутствие субстрата для окисления → блокада окисления → тканевая гипоксия).
8. Техногенная — возникает при постоянном пребывании в среде с повышенным содержанием вредных выбросов(вдыхание угарного газа СО).

По распространенности процесса:
- общая, затрагивающая все тело;
- местная (локальная), затрагивающая часть тела[6].

По скорости развития:
- молниеносная;
- острая;
- подострая;
- хроническая.

## Патогенез
В общем случае гипоксию можно определить как несоответствие энергопродукции энергетическим потребностям клетки. Основное звено патогенеза — нарушение окислительного фосфорилирования в митохондриях, имеющее 2 последствия:
- Нарушение образования АТФ → энергодефицит → нарушение энергозависимых процессов, а именно:

- сокращения — контрактура всех сократимых структур;
- синтеза — белков, липидов, нуклеиновых кислот;
- активного транспорта — потеря потенциала покоя, поступление в клетку ионов кальция и воды.

- Накопление молочной кислоты и кислот цикла Кребса → ацидоз, вызывающий:

- блокаду гликолиза, единственного пути получения АТФ без кислорода;
- повышение проницаемости плазматической мембраны;
- активацию лизосомальных ферментов в цитоплазме с последующим аутолизом клетки.

## Клиника
Проявления гипоксии зависят от конкретной причины возникновения (пример: цвет кожи при отравлении угарным газом ярко-розовый, окислителями — землистый, при дыхательной недостаточности — синюшный) и возраста (пример: гипоксия у плода и взрослого человека).
Наиболее общими признаками являются следующие:
- При острой гипоксии:

- увеличение частоты и глубины дыхания, возникновение одышки;
- увеличение частоты сердечных сокращений;
- нарушение функции органов и систем, атаксия, спутанность сознания, дезориентация, галлюцинации, изменение поведения;
- сильные головные боли, снижение уровня сознания, отёк диска зрительного нерва, бледность.

- При хронической гипоксии:

- стимуляция эритропоэза с развитием эритроцитоза;
- нарушение функции органов и систем.

## Диагностика
Диагностика гипоксии важна в двух случаях:
- при нарушениях внешнего дыхания (например, операции под наркозом, пребывание на искусственной вентиляции лёгких) — методом пульсоксиметрии определяют насыщение (сатурацию) артериальной крови кислородом — SaO2 — в норме 95 %;
- при гипоксии плода в конце беременности — методом кардиотокографии или при помощи акушерского стетоскопа определяют частоту сердечных сокращений плода.

## Лечение
- Этиотропное — устранение причины гипоксии.
- Патогенетическое — устранение вторичных нарушений метаболизма, усугубляющих энергодефицит, т. н. «метаболическая терапия». Используются препараты из группы антигипоксантов.

## Прогноз
Определяется длительностью и интенсивностью действия причины, а также реактивностью организма.